# Xã Chesterfield, Quận Fulton, Ohio
Xã Chesterfield (tiếng Anh: Chesterfield Township) là một xã thuộc quận Fulton, tiểu bang Ohio, Hoa Kỳ. Năm 2010, dân số của xã này là 1.012 người.